# Die feine Küche
Die feine Küche ist ein von Jules Gouffé im Jahr 1867 verfasstes Kochbuch, das auch heute noch als Standardwerk gilt. Der französische Originaltitel ist Livre de cuisine, der deutsche Titel lautet vollständig: Die feine Küche: Vollständiges Lehr- und Handbuch der Kochkunst, Küchenbäckerei und Einmachekunst in ihrem ganzen Umfange.

## Inhalt

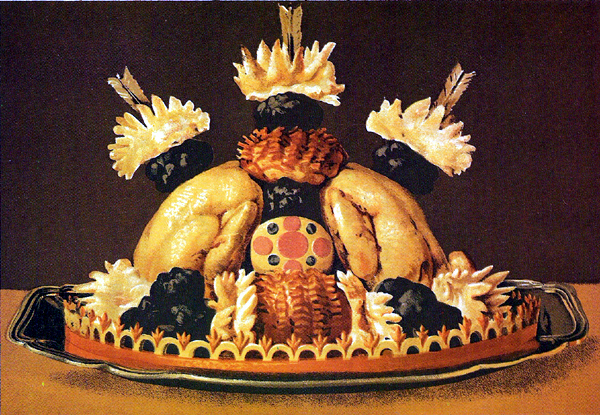
Kolorierte Abbildung aus Livre de cuisine

Eine Hälfte des Buchs beschreibt die höhere Kochkunst, die andere eine eher bürgerliche Küche. Es enthält detaillierte Listen über Zutaten und behandelt ausführlich auch die banalsten Aspekte des Kochens, so im Kapitel Chemisch-physikalische Vorgänge, wie Wasser zum Kochen gebracht wird und welche Sinneswahrnehmungen dabei auftreten: „bei 75 Grad entsteht ein leicht trommelndes Geräusch, bei 80 Grad wird das Geräusch deutlich vernehmbar“.
Vom Brechen der Servietten über das korrekte Eindecken bis zum ansprechenden Arrangieren eines „Fruchtkörbchens“ ist jedes Detail beschrieben. Das andere Ende des Dargestellten bilden seine Anweisungen für ein Galadiner für 600 Personen.
Das Buch enthält über 2500 Rezepte. Nach Meinung von Vincent Klink kann man sich heute noch nach diesen Rezepten richten, die mit genauen Mengenangaben versehen sind. Zutaten, Zubereitungsschritte und Garzeiten werden aufgelistet. Für die Zeit des Erscheinens war das in Profikreisen ungewöhnlich.
Die Rezepte sind durchgehend nummeriert. Teilweise basieren sie aufeinander, in der Form, dass z. B. die Nr. 314 (Krebssuppe mit Trüffelklößchen) auf der Nr. 53 (Krebssuppe) basiert und diese wiederum auf der Nr. 12 (Fischbrühe).
Das Werk ist mit Holzschnitten und Farblithographien illustriert. Die Neuauflage umfasst über 900 Seiten.

### Neuauflage
2009 wurde das Werk in Faksimile beim Gerstenberg Verlag Hildesheim neu aufgelegt. Es umfasst 960 Seiten und ist in Halbleinen gebunden.

## Rezeption
Die französische Fassung erschien rund 50 Jahre lang. 1872 wurde das Buch erstmals ins Deutsche übersetzt und erschien bei Moritz Schäfer, Leipzig. Übereinstimmend wird die Leistung Gouffés als bahnbrechend für eine neue Küche und als besondere Wegmarke gewürdigt. Sein Werk wird als Opus magnum, Rezeptenzyklopädie, epochales Handbuch und auch Bibel des Kochens bzw. Gourmet-Bibel bezeichnet.
Zur Zeit des Erscheinens stand Jules Gouffé im Schatten von Auguste Escoffier, dessen Wirken zusammen mit Charles Ritz als Manager des Savoy Hotels in London die Aufmerksamkeit der Medien auf sich zog. Daher gilt eigentlich Escoffier als ein Begründer der modernen Küche.